# Walram z Jülich
Walram z Jülich (ur. 1304, zm. 14 lub 15 sierpnia 1349 w Paryżu) – arcybiskup Kolonii i książę-elektor Rzeszy od 1332.

## Życiorys
Walram był jednym z młodszych synów hrabiego Jülich Gerarda V oraz Elżbiety, córki hrabiego Brabancji-Aschot Gotfryda. Był przeznaczony do stanu duchownego i poprzez uzyskanie dlań znaczącego beneficjum jego ojciec chciał podnieść znaczenie polityczne swego rodu. Walram studiował w Orleanie i Paryżu. W latach 20. XIV w. pojawia się w źródłach jako kanonik i skarbnik w Kolonii oraz prepozyt w Liège. Dzięki staraniom ojca oraz brata Wilhelma (którzy w tym momencie przeszli z obozu Ludwika IV Bawarskiego na stronę papieską) i poparciu króla Francji Karola IV w 1332 papież Jan XXII mianował Walrama arcybiskupem Kolonii, mimo braku jego wyboru przez kapitułę katedralną i nieosiągnięcia przezeń wymaganego prawem kanonicznym wieku.
Wybór Walrama na arcybiskupa zmienił układ sił w Nadrenii. Dotychczasowe konflikty między arcybiskupami i hrabiami Jülich zostały zastąpione bliskim sojuszem. Walram pozostawał wierny stronnictwu papieskiemu i sprzyjał królowi Francji oraz nie uznawał władzy Ludwika IV Bawarskiego, ale w spory nie angażował się zbyt aktywnie, podejmował też działania mediacyjne. W 1346 poparł wybór na króla Niemiec Karola IV Luksemburskiego w zamian za obiecane koncesje polityczne i wynagrodzenie finansowe. Wśród obietnic Karola znalazło się zapewnienie nieczynienia nic przeciwko bratu Walrama, margrabiemu Jülich Wilhelmowi, który pozostawał w obozie bawarskim. Walram dwukrotnie koronował Karola na króla Niemiec: w 1346 w Bonn (ponieważ Akwizgran, tradycyjne miejsce koronacji królów niemieckich, opowiedziało się po stronie Ludwika) i ponownie po śmierci Ludwika w 1347 w Akwizgranie.
Walram był bardzo aktywny w sprawach kościelnych, jednak jego polityka charakteryzowała się brakiem zdecydowania, zmiennością poglądów i podatnością na wpływy z zewnątrz (przede wszystkim brata Wilhelma, pod którego wpływem działał w interesie hrabiów Jülich). Z powodzeniem zreorganizował system zarządzania księstwem arcybiskupim i starał się utrzymywać pokojowe stosunki z sąsiadami (m.in., co szczególnie cenne, w 1334 doszedł do porozumienia z mieszczanami Kolonii), jednak nie udało mu się umocnić swych wpływów w Westfalii (gdzie na samodzielność wybijali się jego wasale, hrabiowie Mark i ich sąsiedzi). Te ostatnie niepowodzenia pogorszyły i tak złą sytuację finansową księstwa arcybiskupiego i w 1344 Walram musiał oddać jego dochody w ręce kapituły. Prawdopodobnie to właśnie względy finansowe spowodowały poparcie przezeń stronnictwa Luksemburgów.
Wkrótce po drugiej koronacji Karola Walram wyruszył do Paryża, być może jako królewski poseł w celu zorganizowania przymierza przeciwko Anglii lub w celu ucieczki przed długami. Podczas pobytu w Paryżu zmarł, być może zamordowany lub na dżumę. Został pochowany w katedrze w Kolonii. Zachował się tam jego nagrobek wykonany staraniem jego następcy.